# Stazione di Frascati Città
La stazione di Frascati Città era una stazione ferroviaria al servizio del comune omonimo. Essa si trovava sulla diramazione proveniente da San Cesareo della ferrovia Roma-Fiuggi-Alatri-Frosinone, aperta nel 1916 e chiusa nel 1944.
La fermata era affiancata nel servizio anche da due stazioni: Frascati Scalo, posta anche lei sulla sua linea, e la stazione FS omonima, ubicata sulla ferrovia Roma-Frascati.

## Storia
L'impianto, costruito in seguito all'attivazione della diramazione, venne inaugurato nel 1924 sostituendo così la precedente stazione situata ai margini dell'abitato.
Il periodo di servizio fu piuttosto breve, infatti venne inizialmente chiusa al traffico nel 1944 a causa degli ingenti danni della seconda guerra mondiale e definitivamente soppressa nello stesso anno.

## Strutture e impianti
La fermata disponeva di un fabbricato viaggiatori e di due banchine serventi il binario di corretto tracciato della diramazione. Tuttavia appena dopo superata la breve banchina lato San Cesareo si diramava dal binario di corretto tracciato un breve binario per il breve stazionamento del materiale rotabile dato che alle banchine arrivava solo un binario. Dopo la soppressione il tracciato e gli impianti furono rapidamente smantellati e al 2015 della fermata non rimane più traccia.

### Architettura
L'architettura dell'edificio era del tutto diversa da quella degli altri impianti sulla linea; infatti era molto più piccolo e strutturalmente diverso.